# Лиходєй Петро Прокопович
Петро Прокопович Лиходєй (Лиходій) (2 лютого 1902, село Попівка, тепер Кременчуцького району Полтавської області — ?) — український радянський діяч, секретар Ізмаїльського обласного комітету КП(б)У, 1-й секретар Білгород-Дністровського міського комітету КП(б)У Ізмаїльської області.

## Життєпис
З жовтня 1924 року служив у Червоній армії.
Член ВКП(б).
Перебував на відповідальній партійній роботі.
У липні — серпні 1940 року — секретар Ізмаїльського повітового комітету КП(б)У із кадрів.
У серпні 1940 — липні 1941 року — 3-й секретар Ізмаїльського обласного комітету КП(б)У. Учасник німецько-радянської війни.
На 1944—1948 роки — 1-й секретар Білгород-Дністровського міського комітету КП(б)У Ізмаїльської області.
Подальша доля невідома.

## Звання
- батальйонний комісар
- майор запасу

## Нагороди
- орден Трудового Червоного Прапора (23.01.1948)
- ордени
- медаль «За перемогу над Німеччиною у Великій Вітчизняній війні 1941—1945 рр.»
- медалі